# Instituto Superior Politécnico do Cazenga
O Instituto Superior Politécnico do Cazenga (ISPOCA) é uma instituição privada angolana, sediada na cidade do Cazenga.

## Histórico
O Instituto Superior Politécnico do Cazenga foi criado pelo decreto nº 113/11, de 5 de agosto de 2011, como forma de cumprir o planejamento de aumento da oferta de ensino nas áreas periféricas da província de Luanda, bem como de descentralização do ensino politécnico.

## Licenciaturas
No Cazenga, o ISPOCA oferece, através dos departamentos de Saúde, Engenharia, Ciências Sociais e Humanas, Ciências da Educação e Economia e Gestão os cursos de:
- Licenciatura em Enfermagem;
- Licenciatura em Engenharia Ambiental;
- Licenciatura em Engenharia Informática;
- Licenciatura em Engenharia Agonómica;
- Licenciatura em Engenharia Eletrotécnica e Telecomunicações;
- Licenciatura em Arquitetura e Urbanismo;
- Licenciatura em Direito;
- Licenciatura em Relações Internacionais;
- Licenciatura em Sociologia;
- Licenciatura em Psicologia, com opções em Clínica, Trabalho e Escolar;
- Licenciatura em Pedagogia;
- Licenciatura em Ciências Económicas e Gestão, com opções em: Economia Internacional e Economia Monetária;
- Licenciatura em Informática de Gestão;
- Licenciatura em Gestão e Administração Pública;
- Licenciatura em Gestão Hospitalar;
- Licenciatura em Gestão Empresarial e Contabilidade, com opções em: Auditoria Financeira, Bancas e Seguros, Gestão e Controlo Financeiro.